# Battaglia di Kazan' (1774)
La battaglia di Kazan'  (12-15 luglio 1774) fu combattuta, nell'ambito della rivolta di Pugacëv, fra l'esercito imperiale russo ed i ribelli guidati da Emel'jan Ivanovic Pugacëv. Lo scontro avvenne presso la città di Kazan'. Durante lo scontro, diverse forze governative abbandonarono il campo di battaglia per passare dalla parte dei ribelli. Ad ogni modo, verso sera, le forze zariste comandate da Ivan Ivanovič Michel'son raggiunsero la città di Kazan' e sconfissero i ribelli in due battaglie che si svolsero rispettivamente il 13 e il 15 luglio, costringendo Pugacëv a ritirarsi verso Joškar-Ola e ad attraversare il Volga. Dei 25 000 e 15 000 ribelli che presero parte rispettivamente ai due scontri, solo 500 riuscirono a fuggire.

## Antefatto
Kazan' venne minacciata per la prima volta da Pugacëv all'inizio dell'autunno del 1773. Molti dei nobili della città fuggirono verso Mosca col timore di venire uccisi dai ribelli. Venne predisposto quindi un piano difensivo dall'alto comando russo, approvato personalmente dalla zarina Caterina II di Russia.

### I difensori di Kazan'
A Kazan' vi erano tre settori difensivi. Il primo, sotto il comando del generale Banner, si estendeva dal fiume Kazanka sino ai laghi Qaban. Qui le truppe governative vennero rinforzate dai cadetti e da uomini della milizia. Il secondo settore si estendeva da Pleteni a Jamskoj ed era sottoposto al comando del maggiore generale Larionov, mentre il terzo si estendeva da Jamskoj al fiume Kazanka, sotto il controllo del colonnello Svečin. L'area a nord della cittadella di Kazan' era difesa da truppe dell'ammiragliato sotto il comando di Ščelin. La cittadella era inoltre difesa da una guarnigione al comando di Letskoj. La città venne circondata da barricate con nove cannoni pronti a far fuoco sul nemico.
Oltre alla polizia, ai vigili del fuoco locali e alla milizia, in città si trovavano in tutto 2000 militari. Il 2 luglio il governatore von Brandt annunciò l'imminenza di un assedio.

### I ribelli
Dieci mullah inviati da Caterina a smuovere la popolazione locale contro Pugacëv vennero uccisi dai suoi ribelli. Il vescovo ortodosso Veniamin si appellò ai cristiani della zona perché non cedessero alle promesse di Pugacëv. Ad ogni modo, molti contadini della regione si unirono con i ribelli per marciare su Kazan'.
Il 10 e 11 luglio le truppe di Pugacëv si accamparono a nordest di Kazan', tra Trojckaja Noksa e Caricyno. L'esercito era composto da 25 000 unità, in gran parte cosacchi col supporto di tatari e udmurti e baschiri. Solo i cosacchi disponevano di armi da fuoco; i baschiri erano armati con archi mentre i contadini che presero parte allo scontro erano armati di roncole e clave. L'11 luglio, Pugacëv, accompagnato da un interprete, si avvicinò ai confini della città di Kazan' e chiese la resa formale. Von Brandt rifiutò il disarmo.
Il 12 luglio, alle 4:00, Pugacëv convocò un consiglio di guerra nella sua tenda, dividendo il suo esercito in quattro gruppi e alle 6, dopo una preghiera, le armate partirono per l'attacco.

## La battaglia

### L'assalto a Kazan'
Beloborodov prese la parte attualmente corrispondente al parco di Gor'kij della città e si avvicinò alla cittadella percorrendo quella che oggi è via Karl Marx. I cannoni di Pugacëv neutralizzarono l'artiglieria governativa. Molti lavoratori della città si unirono all'armata dei ribelli.
Le truppe governative vennero costrette a ritirarsi in stato di assedio verso la cittadella. Quasi metà dei difensori, perlopiù tatari, decisero di passare al nemico per paura di finire uccisi nello scontro. Il centro storico di Kazan', perlopiù abitato da nobili e ricchi mercanti, venne dato alle fiamme.
Pugacëv ordinò ad ogni modo di risparmiare la vita a civili e prigionieri che vennero invece spostati nel vicino villaggio di Savinovo, dove Pugacëv li invitò ad aderire al suo movimento di rivolta. Tra i prigionieri catturati, un pastore luterano venne nominato colonnello nell'esercito di Pugacëv.

### L'arrivo di Michel'son
Il cremlino di Kazan' era ormai circondato dai ribelli i quali posero anche dei cannoni presso la torre Spasskaya della città, da cui iniziarono a far fuoco. Dopo mezzogiorno, Pugacëv diede ordine di fermare l'assalto e si ritirò per far celebrare una funzione di ringraziamento e per cenare trionfalmente coi tatari che l'avevano aiutato nell'assalto alla città.
Quella sera stessa però vennero avvistate delle truppe governative di rinforzo provenienti da Ufa e comandate da Ivan Ivanovič Michel'son che avevano ormai raggiunto Kazan'. Seguì una dura battaglia nella moderna via Gogol', ma nessuna delle due parti sembrò prevalere. Pugacëv si ritirò verso i villaggi di Savinovo e Suchaja Reka. Il 13 luglio tentò di impedire che l'assedio alla cittadella venisse interrotto, ma sotto la pressione di Michel'son e Potyomkin i ribelli vennero sconfitti e dovettero ritirarsi. Il 15 luglio l'esercito di Pugacëv era composto da 15 000 unità, ma solo 500 di queste riuscirono a fuggire verso Joškar-Ola, attraversando il Volga il 18 luglio e continuando li la lotta. Michel'son non riuscì ad inseguire il nemico per la mancanza di cavalli adeguati.
Prima del processo, i prigionieri fatti vennero imprigionati in un apposito accampamento presso il sobborgo di Bišbalta. In autunno molti dei prigionieri ribelli vennero giustiziati, tra cui Beloborodov e Mineev.

## Conseguenze
Dopo la fuga di Pugacëv, molti ribelli sotto il comando di Bäxtiär Qanqayıv e Usman Timerev continuarono ad opporre resistenza alle forze governative, ma vennero poco dopo neutralizzate dagli zaristi.
La battaglia di Kazan' ebbe un ruolo significativo nella storia del Tatarstan, dal momento che i Tatari parteciparono attivamente a questa rivolta e ne uscirono pesantemente sconfitti e puniti poi dal governo russo con la privazione di privilegi e numerose condanne.
La battaglia ebbe un ruolo fondamentale anche nella cultura sovietica. Il primo film del regista Bulat-Batır venne dedicato proprio all'assedio di Kazan' ed alla ribellione nell'area.